# Acanthopsoides gracilis
Acanthopsoides gracilis е вид лъчеперка от семейство Cobitidae. Видът не е застрашен от изчезване.

## Разпространение и местообитание
Разпространен е в Камбоджа, Лаос и Тайланд.
Обитава сладководни басейни, реки и потоци.

## Описание
На дължина достигат до 5,4 cm.